# Caroline Howard Gilman
Caroline Howard Gilman (ur. 8 października 1794 w Bostonie, zm. 15 września 1888 w Waszyngtonie) – poetka amerykańska. W 1819 wyszła za mąż za pastora Samuela Gilmana i razem z nim przeprowadziła się do Charleston w Karolinie Południowej. Redagowała tam czasopismo dla dzieci Rosebud, które zmieniło potem nazwę na Southern Rose. Wydała między innymi Recollections of a New England Housekeeper (1835), Recollections of a Southern Matron (1836), Ruth Raymond, or Love's Progress, Poetry of Traveling in the United States, Verses of a Life Time (1849) i Mrs. Gilman's Gift Book.